# Digital Double
Digital Double（デジタルダブル）は、サイバーエージェントのレコードレーベル。
2017年から2024年7月まではサイバーエージェントの子会社である「株式会社Digital Double」として、主にアーティスト・声優のマネージメントや3Dデータの肖像利用・管理・キャスティング事業を行っていた。

## 概要
3Dスキャンを用いて取り込まれた、タレントやモデル等の3Dデータの肖像利用や管理、キャスティング業務を行うことを目的に、2017年6月7日にサイバーエージェントの子会社として設立された。設立のきっかけは、3DCGを用いたゲームやアニメ、動画広告が注目され、3Dデータを活用した上でゲームCGおよび広告クリエイティブの制作、その需要の高まりを想定した上で、その領域において早期より実績やノウハウを蓄積していくといった、3Dデータに特化するためである。
同じサイバーエージェントグループであるCCPRがキャスティング面で協力していたほか、同グループであるCygamesが技術面で協力していた。また、Cygamesが保有しているカメラと3Dスキャン（フォトグラメトリー）スタジオと連携していたほか、同グループで2017年6月1日に設立されたCGチェンジャーもクリエイティブ面で連動することになった。
2020年1月15日、公式サイトが開設された。また、同日よりアーティストマネジメント事業を開始し、これに当たって鈴木このみが同日付で所属した。これとは別に同業社のジャストプロと「スマイルオーディション」を開催し、グランプリ受賞者の増田里紅が入所したが、2023年3月末に活動を休止したのち退所している。
2021年度からは音楽出版事業も開始。フライングドッグから移籍したMay'nがレーベルアーティストとして所属し、同年6月30日にフルアルバムCD「momentbook」をリリースした（但し、マネジメントは引き続きホリプロインターナショナルが行っている）。エイベックス・ピクチャーズへ販売委託している。
2024年5月から6月にかけて所属していた声優が全員退所して他の事務所へ移籍するかフリーとなり、声優部門のマネジメント業務からは事実上撤退となった。同年6月28日、株主総会にて解散決議がなされ、法人としては7月16日付で解散。以降はサイバーエージェント本体が音楽出版事業を継承し、レコードレーベルとして名称が残されている。
かつて所属していた声優の大半はEARLY WING傘下から独立したHIGH PINE（旧PUGNUS）に入所した。

## 所属アーティスト
- May'n[注 1]
- 天月-あまつき-[注 2]

## 過去の所属声優
- 北守さいか（フリー）
- 小島菜々恵（現所属：ジャストプロ）
- 相良茉優（現所属：HIGH PINE）
- 塩口量平（現所属：HIGH PINE）
- 城崎桃華（現所属：AZクリエイティブ）
- 鈴木このみ（現所属：115）
- 瀬戸桃子（現所属：トイズファクトリー）
- 中村温姫（現所属：HIGH PINE）
- 保住有哉（現所属：HIGH PINE）
- 増田里紅